# 行くZYX! FLY HIGH
行くZYX! FLY HIGH（いくジックス！フライ ハイ）は、モーニング娘。の矢口真里とハロー!プロジェクト・キッズから梅田えりか・清水佐紀・矢島舞美・嗣永桃子・村上愛を選抜して結成されたユニットZYXのデビューシングル。2003年8月6日にPICCOLO TOWNレーベルから発売された。

## 概要
- 「プッチベスト4」に収録された。
- 「ハロー!プロジェクト スペシャルユニット メガベスト」に収録された。
- 嗣永桃子のアルバム「嗣永桃子アイドル15周年記念アルバム♡ありがとう おとももち♡」のDISC1にソロ歌唱でのセルフカバーが、DISC3に原曲がそれぞれ収録された。
- カップリングでは太陽とシスコムーンの「ガタメキラ」をカバーしている。
- カップリング曲は「ハロー!プロジェクトの全曲から集めちゃいました! Vol.5 tofubeats編」に収録された。

## 収録曲
全作詞・作曲：つんく
1. 行くZYX! FLY HIGH
編曲：河野伸
2. ガタメキラ(ZYX Ver.)
編曲：SHO-1
3. 行くZYX! FLY HIGH（Instrumental）

## 参加ミュージシャン
行くZYX! FLY HIGH
- キーボード&プログラミング：河野伸
- ガットギター：石成正人
- ギター：林部直樹
- ストリングス：金原千恵子ストリングス
- コーラス：矢口真里・稲葉貴子・DAWN MOORE・DONNA BURKE・つんく

ガタメキラ(ZYX Ver.)
- プログラミング：SHO-1
- コーラス：SONYA ROGERS・BRENDA VAUGHN・つんく

## 関連商品
- シングルV「行くZYX! FLY HIGH」（2003年9月10日発売）